# Joseph-Benoît Cottolengo
Joseph-Benoît Cottolengo (Bra, 3 mai 1786 - Chieri, 30 avril 1842) est un prêtre italien fondateur de la Petite Maison de la Divine Providence et de congrégations de frères, de sœurs et de prêtres pour la gérer. Il est fêté le 30 avril.

## Biographie
Issu d'une famille bourgeoise de 12 enfants dont il est l'aîné, Joseph naît le 3 mai 1786 à Bra, dans le Piémont.
Enfant très pieux, il entre au séminaire à l'âge de 18 ans ; son éloquence naturelle surprend ses condisciples. Déjà très sensible à la misère et à la condition des pauvres, il écrit sur ses cahiers : « Je veux être saint ».

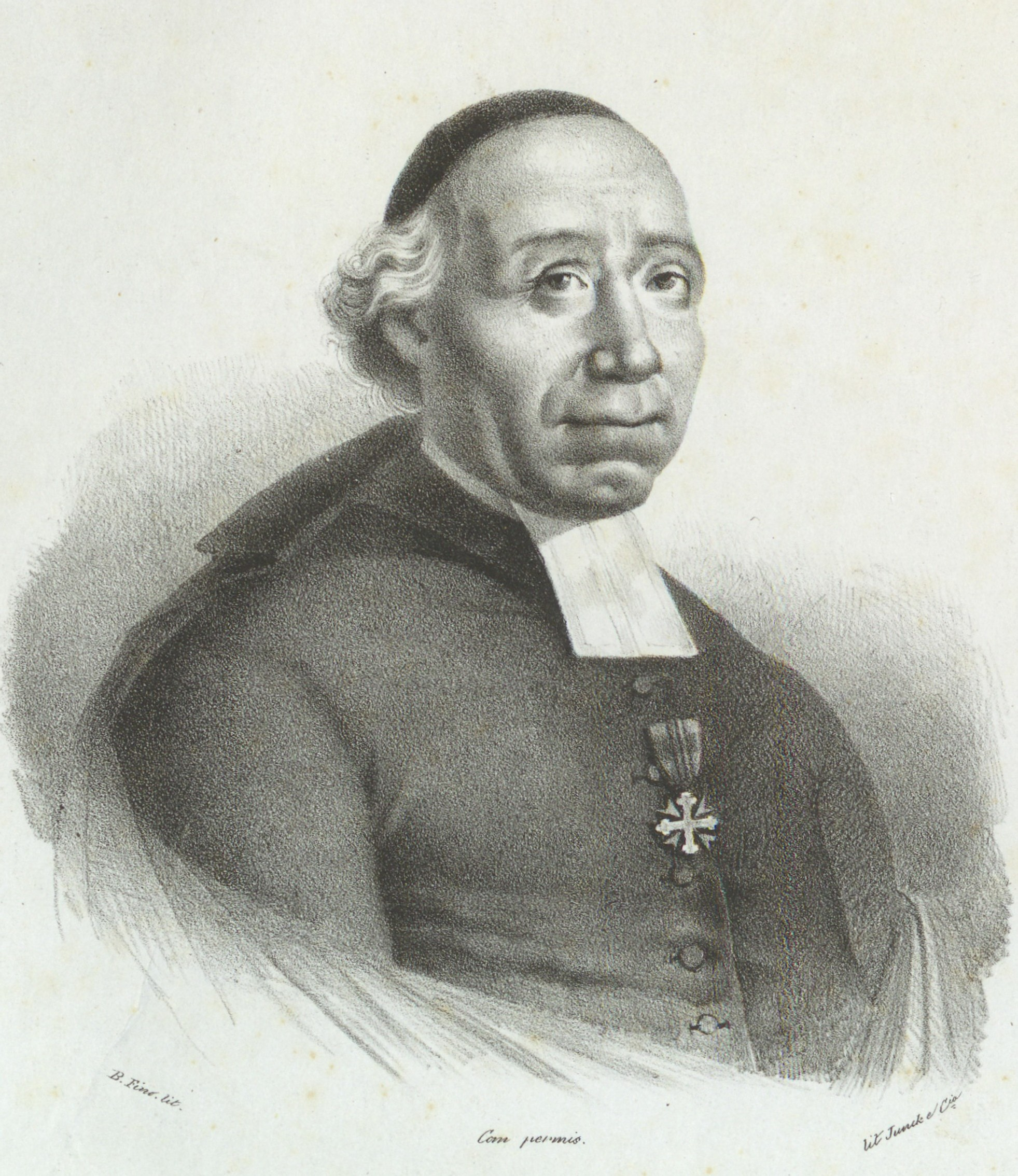
Giuseppe Cottolengo en 1826.

Ordonné prêtre le 8 juin 1811, il continue des études théologiques tout en assurant son ministère en zone rurale. C'est en 1827, alors qu'il est chanoine à l'église du Corpus Domini qu'il est appelé au chevet d'une malade qui n'a pas pu aller à l'hôpital et qui meurt sous ses yeux, qu'il décide de se consacrer à tous les infirmes, et aux malades les plus déshérités.
Le 17 janvier 1828, il ouvre un petit établissement à Turin appelée "Dépôt des pauvres infirmes du Corps du Christ" dit aussi "Dépôt de la Volta Rossa" qui est fermé en septembre 1831 mais qui peut rouvrir, dès le 27 avril 1832 sous le vocable de "Petite Maison de la Divine Providence". Les turinois l'appelèrent très vite Le Cottolengo. Cette maison est placée sous les auspices de saint Vincent de Paul.
Il meurt le 30 avril 1842, après que la petite institution eut largement grandi et qu'elle eut essaimé dans le monde entier.

## Œuvre

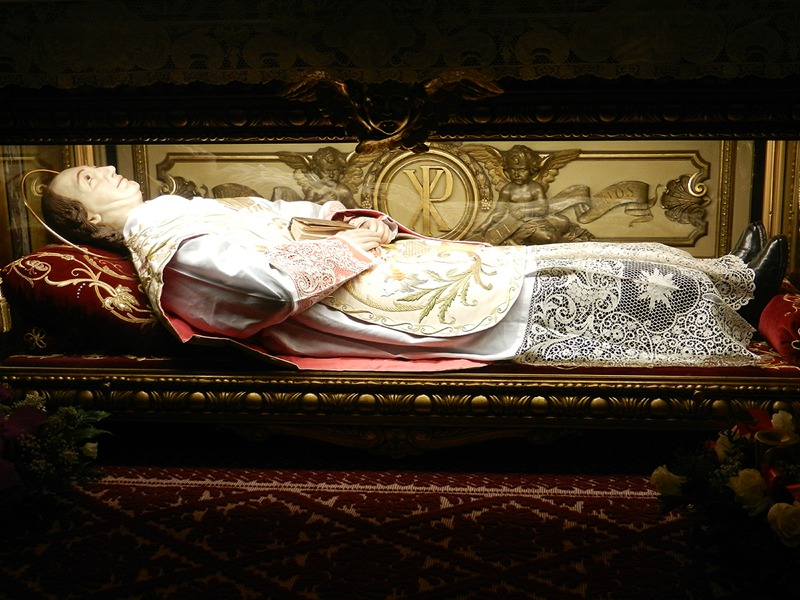
Châsse du saint à la Petite Maison de la Divine Providence de Turin.

Le Petite Maison de la Divine Providence était une institution atypique, recevant tous les malades, quelle que soit leur pathologie, ne vivant que de la charité de quelques bienfaiteurs, sans aucune autre source de revenus. Si on lui demandait d'où provenait l'argent nécessaire à ses établissements, il avait l'habitude de répondre : « La Providence m'envoie tout ».
On y accueillait et soignait tous les handicaps refusés ou pas assez bien gérés par les hôpitaux : épileptiques, malades mentaux, sourd-muets, et jeunes en difficultés auprès desquels il menait une importante action éducative.
Pour animer son institution, et celles qui suivirent, Joseph Cottolengo fonda une congrégation de sœurs qui aujourd'hui sont réparties entre religieuses contemplatives et apostoliques, ainsi qu'un groupement de frères, de laïcs et de prêtres.
Les religieux et religieuses cottolenguins sont actuellement présents en Italie, en Suisse au Kenya en Tanzanie, en Inde, aux États-Unis et en Équateur. Les sœurs sont au nombre d'environ 2000, dont 150 contemplatives, les frères 60 et les prêtres 45.
En France, il est vénéré entre autres lieux à Saint-Pierre-le-Vigier en Seine Maritime (Diocèse de Rouen). Les fidèles viennent prier Saint Benoît-Joseph Cottolengo pour les guérisons et les épreuves de la vie mais surtout pour la réussite aux examens et dans la vie professionnelle. « Saint Benoît-Joseph Cottolengo, soutien des chômeurs, de ceux qui passent des examens : Priez, Priez, pour nous ! », dit la prière à Saint Benoît-Joseph Cottolengo.
Son œuvre inspire saint Louis Guanella et saint Louis Orione.
« Ceux que vous devez le plus chérir, ce sont les plus abandonnés, les plus rebutants, les plus importuns. Tous sont des perles précieuses. Si vous compreniez bien quel personnage vous représentent les pauvres, vous les serviriez à genoux ».

## Béatification et canonisation
- Joseph Cottolengo a été déclaré vénérable en 1877.
- Béatifié le 29 avril 1917 par le pape Benoît XV.
- Canonisé le 29 avril 1934 par le pape Pie XI[2],[3].
- Sa fête est fixée au 30 avril d’après le Martyrologe romain[4].

## Citations
De Giuseppe Benedetto Cottolengo :
- « Exercez la charité, mais exercez-la avec enthousiasme. Ne vous faites jamais appeler deux fois, soyez prêts. Interrompez n'importe quelle autre activité, même très sainte, et volez en aide aux pauvres ».

- « Il faut toujours avoir confiance en Dieu. Ayez foi ! ».

- « Ne nous préoccupons que d'aimer Dieu, observer ses commandements et de ne jamais garder un péché sur la conscience, et puis laissons faire le reste à Lui : la Providence fait toujours bien toute chose ».

- « La prière nous rend agréables à Dieu ; priez donc, priez toujours ».

- « Étudiez bien le catéchisme et vivez d'après ses enseignements. Le catéchisme est tout : si on le connaît bien, on en sait assez ; si on ne le connaît pas, on ne sait rien ».

- « Une messe vaut plus qu'une semaine de calculs et de travail : tout nous vient de cette source ! Bienheureux celui qui écoute la messe chaque jour ».

- « Si l'on veut vivre bien, il faut se nourrir fréquemment et bien ; cette nourriture est la divine Eucharistie. Une âme chrétienne se confesse tous les huit jours et reçoit la sainte communion aussi souvent que possible. Les pauvres sont les prédiligés de Jésus-Christ. Les pauvres nous ouvriront les portes du Ciel. Tous ceux qui feront du bien à la "Petite Maison" seront bénis par Dieu ».

## Sources
- Wilhelm Schamoni, Le vrai visage des Saints, p. 266
- André Duval in Encyclopædia Universalis

### Filmographie
- Cottolengo Paolo Damosso. Massimo Wertmüller, Massimo Bonetti, Claudia Koll.« Cottolengo », sur vimeo.com.